# Prachtmanakin
De prachtmanakin (Chiroxiphia pareola) is een zangvogel uit de familie manakins (Pipridae).

## Kenmerken
Het verenkleed is donkergekleurd met een blauwe mantel en op de kop een rode kruin. De lichaamslengte bedraagt 12 cm.

## Leefwijze
Het mannetje is polygaam en zal zich niet bemoeien met de nestbouw of het verzorgen van de jongen.

## Verspreiding
Deze soort komt voor in het Amazonegebied en in oostelijk Brazilië en telt vier ondersoorten:
- C. p. atlantica (Dalmas, 1900): Tobago.
- C. p. pareola (Linnaeus, 1766): oostelijk Venezuela, de Guyana's en noordoostelijk en oostelijk Brazilië.
- C. p. regina (Sclater, PL, 1856): oostelijk Peru, westelijk Brazilië en noordelijk Bolivia.
- C. p. napensis (Miller, W, 1908): zuidoostelijk Colombia, oostelijk Ecuador en noordoostelijk Peru.

## Status
De grootte van de populatie is niet gekwantificeerd maar de soort wordt omschreven als vrij algemeen. Op de Rode lijst van de IUCN heeft deze soort de status niet bedreigd.